# Survivor Series (1999)
Survivor Series (1999) — щорічне pay-per-view шоу «Survivor Series», що проводиться федерацією реслінгу WWE. Шоу відбулося 14 листопада 1999 року в Джо-Луїс-арена (англ. Joe Louis Arena) у місті Детройт, Мічиган, США. Це було 13 шоу в історії «Survivor Series». Десять матчів відбулися під час шоу.